# 航天飞机外储箱

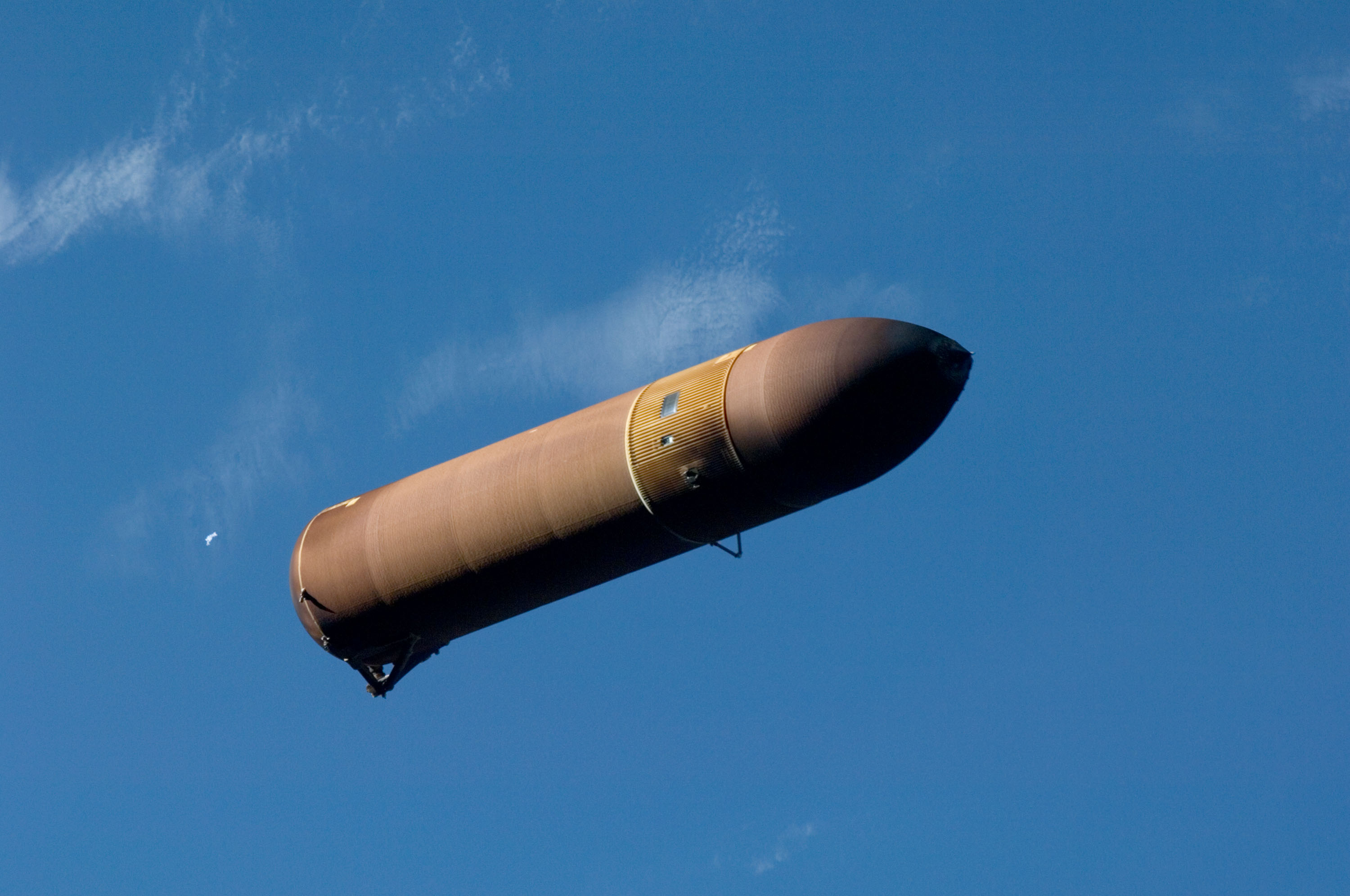
航天飞机外储箱從 STS-124任務中與發現號太空梭分離。

航天飞机外储箱（Space Shuttle External Tank，简称ET）是航天飞机的组件之一，用于储存液氢（燃料）和液氧（氧化剂）。航天飞机发射升空期间，由外储箱为轨道器中的三台航天飞机主发动机提供加压氧化剂和燃料。外储箱在主发动机关闭后10秒后分离，再入大气层。与航天飞机固体助推器不同，外储箱是一次性的，在落入印度洋（按照当前使用的直接入轨发射弹道，将落入太平洋）前就已碎裂以防止影响已知航线。
外储箱由洛克希德·马丁公司承包，在米丘德装配厂制造，并由拖船运到肯尼迪航天中心。

## 概览

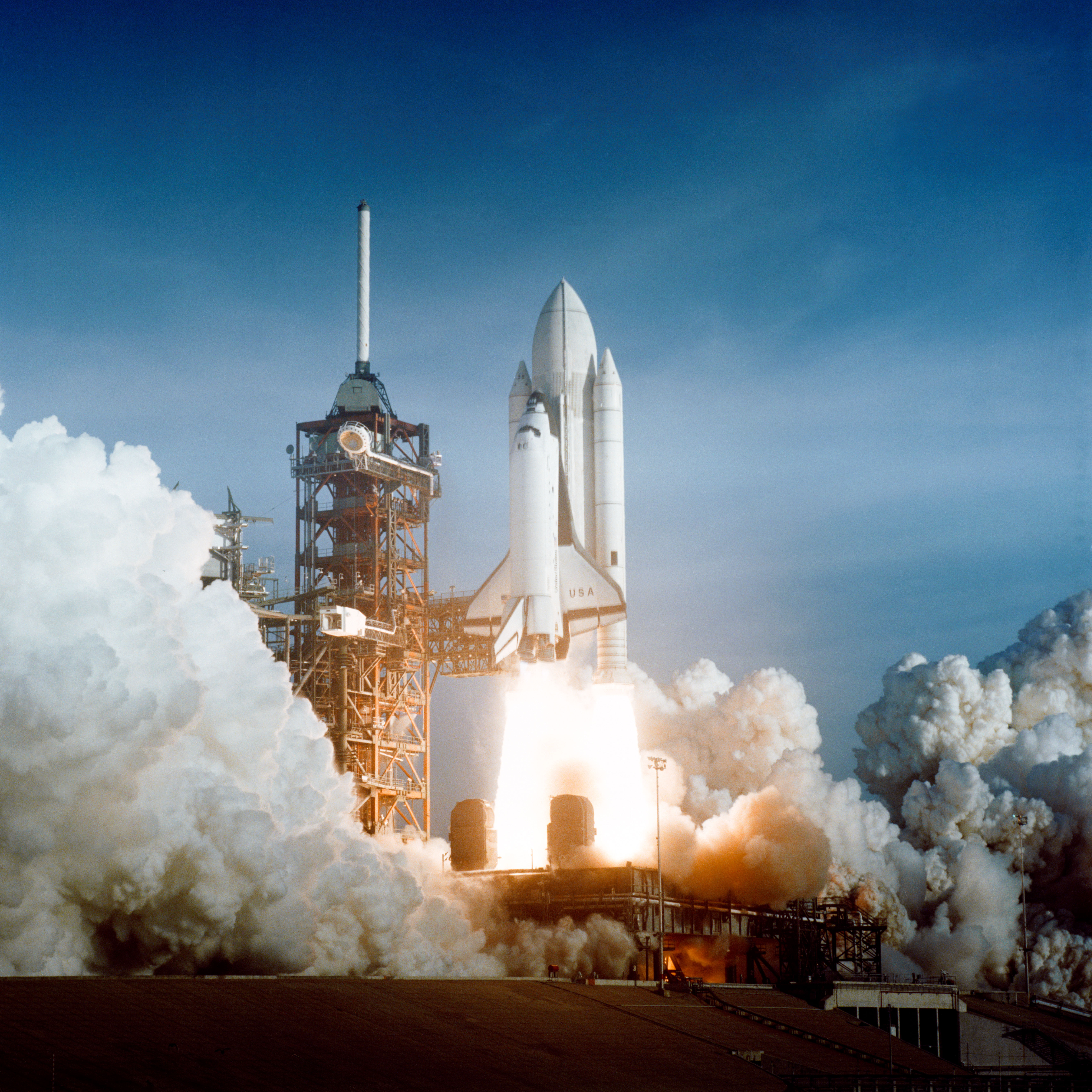
STS-1起飞，前两次航天飞机发射时外储箱被刷成白色，从STS-3起，不再上色

外储箱是航天飞机最大的组件，装载推进剂后也是最重的组件，它有以下三个主要部分组成：
- 前端的液氧箱
- 不加压中间层，放置大部分电子组件
- 尾部液氢箱，尺寸最大，但由于液氢的密度很低，因此相对较轻

外储箱在航天飞机发射时充当固体助推器和轨道器的支撑和连接结构。外储箱与每个助推器通过前端的一个附着点（即贯穿中间层的横梁） 和一个尾部支架连接。它与轨道器通过一个前端双脚连接点和两个尾端双脚连接点相连。在尾部区域，还有供外储箱和轨道器进行液体、气体、电信号和电力流通的脐带管。轨道器与助推器之间的电信号和控制信号也通过这条管线传输。

## 外储箱演变

### 标准重外储箱
最初的外储箱也就是标准重外储箱（SWT）。STS-1和STS-2使用的头两个外储箱被刷成了白色。为了减轻重量，从STS-3起，洛克马丁不再对其进行油漆处理，只保留了铁锈色隔热层上的商标和透明底漆，由此减少了约272 kg（600 磅）重量。
STS-4之后，靠移除anti-geyser管又减轻了数百公斤。这条管道平行于液氧输送管，提供液氧回路，可以减少在灌注液氧时氧气在输送管中的积累。在参考了地面推进剂装载测试数据和前几次航天飞机发射任务后，这条管道被移除，而外储箱的长度和直径保持不变。最后一次使用SWT的STS-7上的外储箱重约35,000 kg（77,000磅） 。

### 轻型外储箱

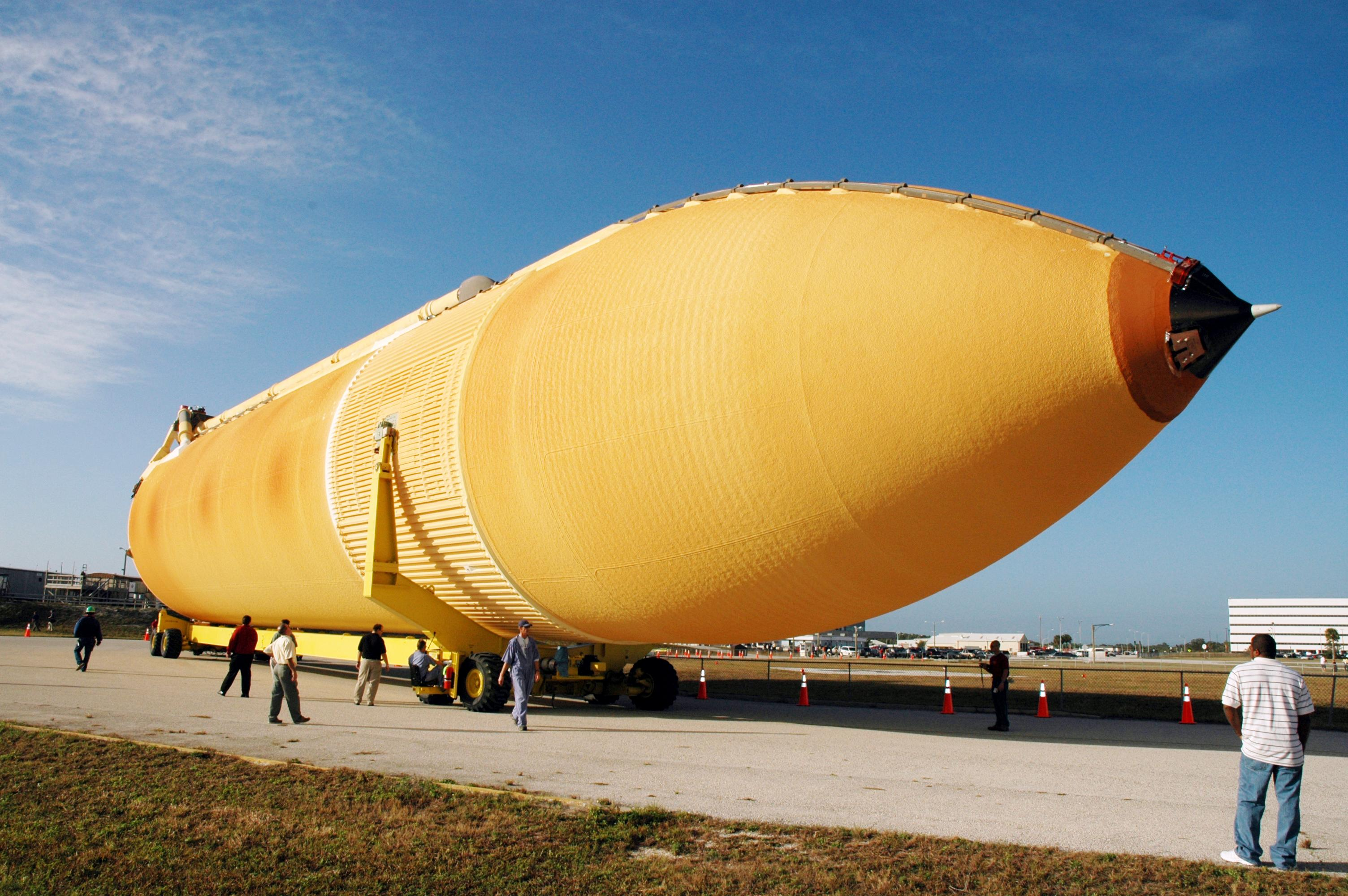
外储箱在运往航天器组装厂房的途中

从STS-6任务开始，一种轻型外储箱（LWT）被引入，这种型号的外储箱用于航天飞机的大部分飞行任务，直到STS-107。LWT在重量上的变化不大，重约30,000 kg（66,000 磅）。
从SWT上减轻的部分来自储氢箱的纵梁，通过去掉部分结构，减少加强环的数量和修改主框架实现。外储箱一些重要部分被磨的更薄，尾部的助推器支架被更强更轻更廉价的钛合金替换。

### 超轻外储箱
1998年，超轻外储箱（SLWT）在STS-91任务中首次使用，直到现在只有两次例外（STS-99和STS-107）。SLWT和LWT的设计基本相同，只是SLWT使用铝锂合金（Al 2195）做大部分结构体材料。这个替换使SLWT比LWT减轻了约3,175 kg（7,000 磅），却也使SLWT成本上升了500万美元，生产周期延长了4个月。目前外储箱的生产主要是SLWT型，但如果有需要，也可以制造LWT型。

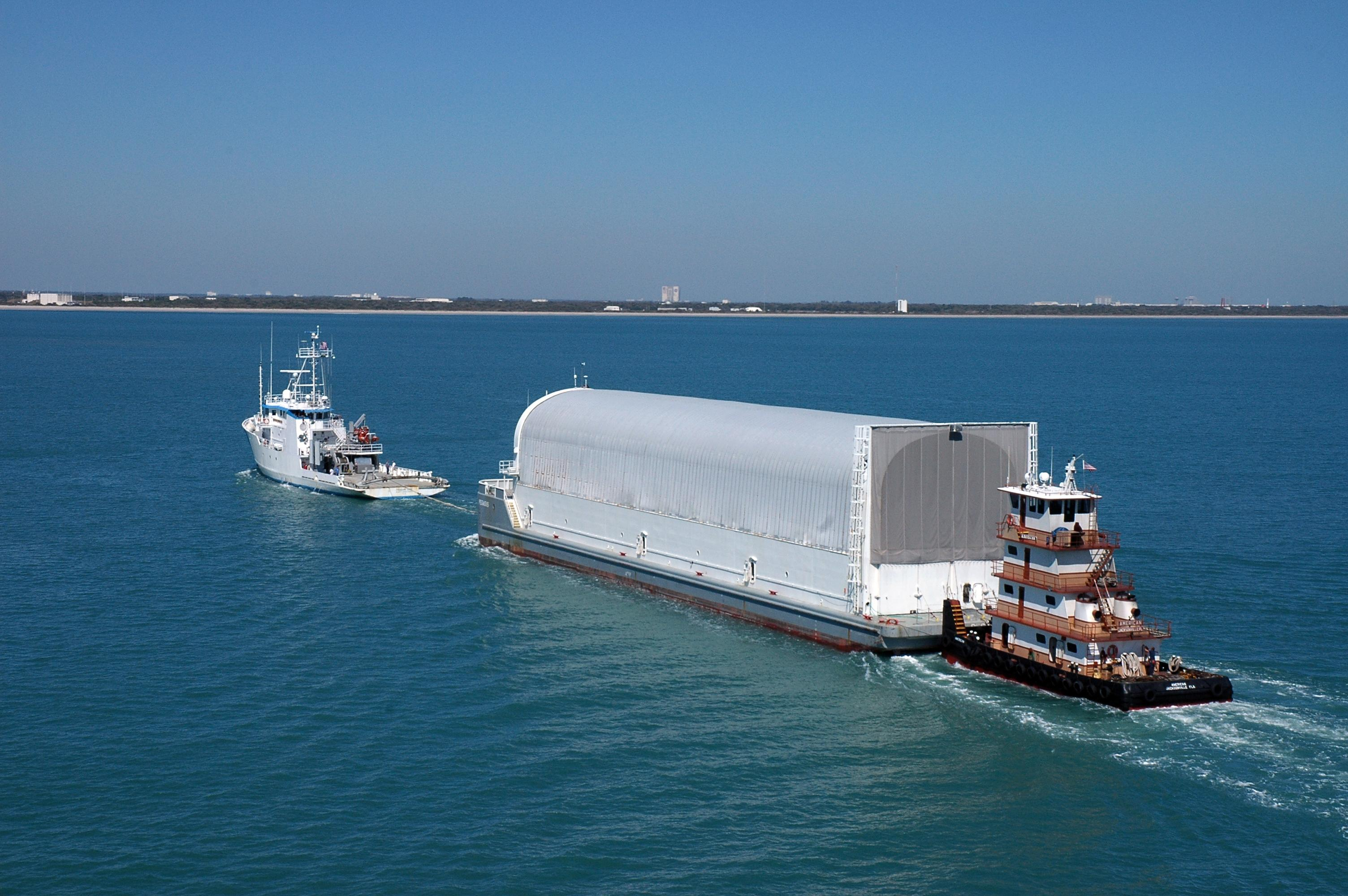
驳船将ET-119拖往卡纳维拉尔港口

### 技术参数
SLWT 参数
- 长度：153.8 英尺 (46.9 m)
- 直径： 27.6 英尺 (8.4 m)
- 空重：58,500 磅 (26,560 kg)
- 起飞总重：1.680 百万磅 (762,100 kg)

液氧箱
- 长度：54.6 英尺 (16.6 m)
- 直径：27.6 英尺 (8.4 m)
- 容量（22 psig下）：19,541.66 立方英尺； 146,181.8 加仑 (553,358.2 升)
- 液氧质量（22 psig下）： 1,387,457 磅 (629,340 kg)
- 工作压力：20-22 psig (138-152 kPa（标准）)

中间层
- 长度：22.6 英尺 (6.9 m)
- 直径：27.6 英尺 (8.4 m)

液氢箱
- 长度：97.0 英尺 (29.5 m)
- 直径：27.6 英尺 (8.4 m)
- 容量（29.3 psig下）： 52,881.61 立方英尺; 395,581.9 加仑 (1,497,440升)
- 液氢质量 (29.3 psig下）： 234,265 磅(106,261 kg)
- 工作压力：32-34 psia (221-235 kPa （绝对）)

## 组件
外储箱由三个主要结构组成：液氧箱，中间层和液氢箱。推进剂箱都由铝合金制成，附有必须的支撑或稳定框架。中间层采用铝结构以附加稳定框架。所有铝材都选用2195和2090合金，其中铝2195是由洛克希德·马丁和雷诺兹设计用于低温储存的铝锂合金；铝2090则是一种商用铝锂合金。

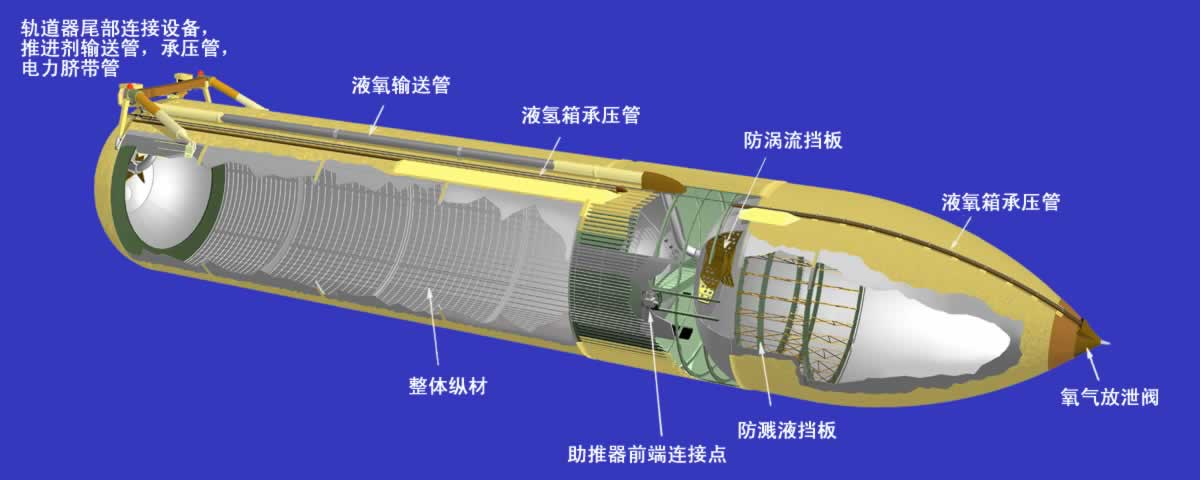
外储箱剖面图

### 液氧箱
液氧箱位于外储箱顶部，成卵形，这可以降低气动阻力和气体热力学受热。卵形箱的上部有一个可活动的平底盖和一个头锥体组成。头锥体由一个可活动圆锥组装而成，用于推进和电气系统的气动减阻。头锥体前端很大一部分还充作避雷针。在22 psig （250 kPa 绝对压力）和-297 °F （90 K, 热力学温度）环境下，液氧箱的容量是19,744 立方英尺（559.1 立方米）。
液氧箱通过一根直径17 英寸（430 mm）的输送管，穿过中间层和尾部脐带管，向按104%效率工作的主发动机以2,787 磅每秒 (1264 kg/s)的流量输送液氧。其最大流量可达17,592 加仑每分钟（1.1099 立方米每秒）。
除了空气动力载荷外的所有负荷都通过螺栓凸绿接合口转移到中间层。
液氧箱内还有溅液挡板和涡流挡板以防止液体飞溅，涡流挡板安置在液氧出口以减少液氧输出产生的漩涡并截留输送过程中挥发的氧气。

### 中间层
中间层是连接液氢箱和液氧箱的结构，其主要功能是分配从助推器传来的推力负荷，并在箱间转移负荷。
两个助推器连接点对应分布在中间层两侧，一条横梁贯穿中间层，与连接部件紧紧相连。当助推器工作时，横梁在高应力负荷下会发生弯曲，并将负荷传导给连接配件。助推器连接点旁边是一个主环形框架，连接配件的负荷转移到环形框上，再通过的切向负荷形式转移到中间层壁。两块位于中间层的推力板将集中起来的助推器轴向推力传导到液氧液氢箱和旁近的中间层内壁板，内壁板则是由六块纵梁加劲板组成。
中间层也充作运行仪器的保护间。

### 液氢箱

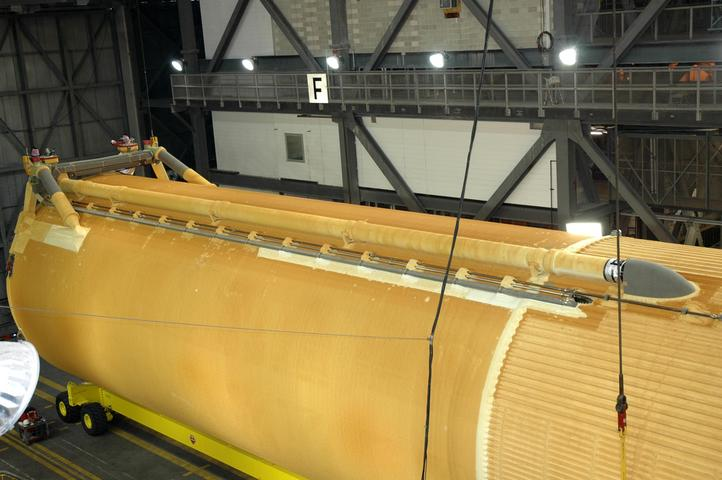
70 ft长，直径17英寸的液氧输送管穿过中间层并从液氢箱右侧通过，两条直径5 in的重加压管在其两侧，一条向液氢箱输送氢气，一条向液氧箱输送氧气，提供余液压力

液氢箱位于外储箱底部，由四个圆柱曲面，一个前端圆头和一个底端圆头组成，圆柱曲面由五个主环形框架连接为整体。环形框架起到接受和分散负荷的作用。前端圆头承受来自中间层的负荷并连接液氢箱与中间层。底端圆头承受轨道器以及尾端助推器连接点输出的负荷。偏下方的三个环形框架承受轨道器推力负荷以及液氧输送管支撑负荷。主环形框架的负荷都由圆柱壁板分散。在29.3 psig （3.02 bar绝对压力）和-423 °F （20.3 K 热力学温度）环境下，液氢箱容量为53,488立方英尺（1,514.6立方米）。 
前端底端圆头是相同的椭圆体。在前端，液氢放泄阀，液氢加压管配件，电力馈通配件被组合在一起。底端留有进入液氢输送管网，输送管支撑结构的检修孔。
液氢箱也有防止由溅液产生的涡流和阻挡氢气回流的涡流挡板，位于底部偏上的虹吸出口上。出口通过一根直径17 英寸（430 mm）的输送管，穿过尾部左脐带管，向按104%效率工作的主发动机以465磅每秒 (211kg/s)的流量输送液氢。其最大流量可达 47,365加仑每分钟（2.988 立方米每秒）。

### 外储箱热防护系统

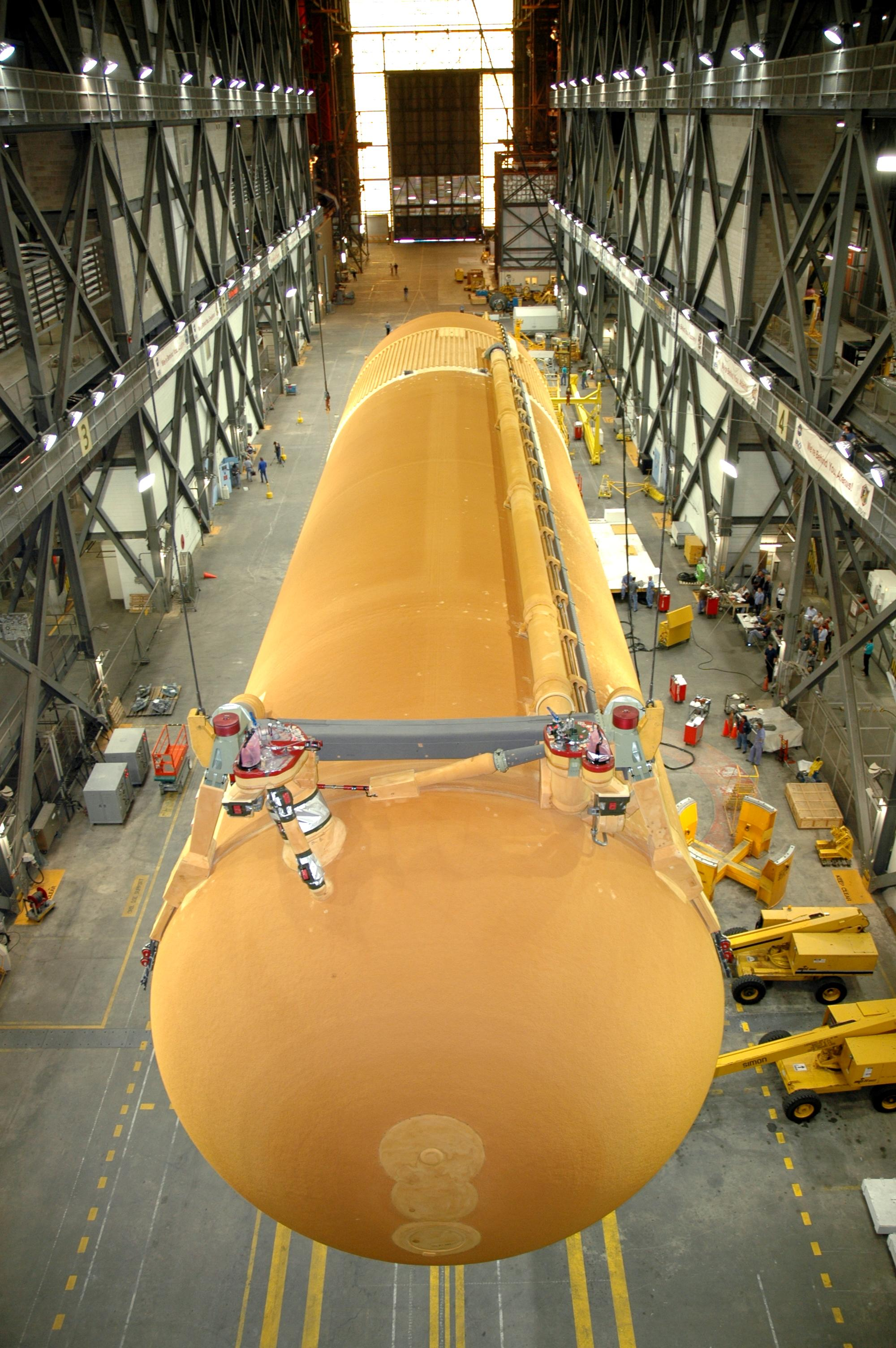
液氢箱背部有与轨道器的连接设备，液氢脐带管（左）和液氧脐带管（右）

外储箱热防护系统主要由喷涂泡沫隔热层、预成型泡沫片和预成型烧蚀材料组成。系统还采用酚隔热材料来防止液氢箱附件暴露金属部分周围空气液化，并减少进入液氢箱的热流。而温度相对较高的液氧虽然产生的热学问题较少，但铝质液氧箱顶部仍需要抵抗空气动力加热，底部也不要隔离层防止液化空气进入中间层。液氧箱的中间筒，推进剂管可以在设计范围内承受因周围水汽凝结导致的结冰，但轨道器无法承受脱落冰块的损伤。热防护系统共重4,823 磅（2,188 kg）。
热防护系统的研发困难重重，由隔热泡沫引发的异常问题频发，因此它一直被当作潜在危险因素。在整个航天飞机应用史上，NASA一直为如何防止泡沫在飞行时脱落的问题困扰：
- STS-1, 1981年：机组人员报告说在升空过程中不断看到窗外有尺寸1/4英寸到拳头大小的白色物体飞落，着陆后的报告称那很可能是未知位置的泡沫脱落，由于各种原因，共有300片泡沫需要彻底更换。

- STS-4, 1984年: PAL斜体脱落；40片隔热瓦被彻底更换。

- STS-5, 1982年：隔热瓦脱落率依然很高。

- STS-7, 1983年：照片显示一块 50x30 cm 的二脚斜体脱落，另有许多碎片脱落。[2]

- STS-27, 1988年：未知区域的一大块泡沫脱落，导致一整片泡沫和几百片小泡沫脱落。

- STS-32, 1990年：照片显示二脚斜体脱落；加上五块碎片和损坏区域，直径达70cm。[3]

- STS-50, 1992年：二脚斜体脱落，造成20x10x1 cm泡沫片损坏。[3]

- STS-52, 1992年：部分二脚斜体，起重器垫脱落。共290片泡沫脱落，其中16片超过一英寸。

- STS-62, 1994年：部分二脚斜体脱落。

1995年，由于美国环境保护局颁布的空气洁净法令中第610条，禁止使用CFC，喷涂泡沫不再继续选用氯氟碳-11 (CFC-11)，取而代之的是一种叫HCFC 141b的氢氯氟碳化合物。而原有的喷涂泡沫，尤其是部分手工喷涂的CFC-11使用至今，这部分包括常出问题的二脚斜体和PAL斜体，管道配件和接口。特别是bipod ramp，从1993年起，向这个部分喷涂泡沫从未中断。而新的HCFC 141b第一次用于隔热泡沫是在1996年的STS-79飞行中用的ET-82。从1997年的STS-86上用的ET-88起，这种泡沫在外储箱上的使用范围逐渐扩大开来。
STS-107升空时，从二脚斜体脱落的一片隔热泡沫以872千米每小时的速度撞向哥伦比亚号的左翼边缘，导致左翼的强化碳-碳隔热瓦损坏。几天后航天飞机返回时，高热气体通过损坏部分进入机翼上层结构，导致航天飞机最终失事。  
2005年，隔热瓦脱落的问题还未能得到解决。STS-114时，安装在外储箱的摄像头拍摄到一片隔热泡沫从凸起气动负荷斜面（PAL）上脱落，但未命中轨道器。PAL是用来防止外储箱下方的电缆盘和承压管在升空时发生气动振动，是一层手工喷涂的隔热泡沫。
与STS-114任务同时发表的报告称，对外储箱进行的过多的改进和升级可能导致发现号返航时隔热瓦脱落。随后的三次发射（STS-121、STS-115和STS-116）的隔热泡沫脱落量都在可接受范围内。然而STS-118时，一片直径10cm的泡沫（或者是冰）从外储箱输送管附加托架上脱落，击中了机翼的下侧，损坏了两片隔热瓦。这处损伤无关紧要。

### 外储箱附件
外部硬件，外储箱/轨道器连接配件，脐带管配件，电力和靶场安全系统共重9,100 磅（4.1 t）。
两个推进剂箱前端都有一个放泄阀（安全阀）。这个双重职能的阀门可受地面支持设备控制在发射前实现放泄功能；亦可在升空时，当液氢箱真空区压力达到38 psig（360 kPa 绝对压力）或液氧箱真空区压力达到25 psig （270 kPa 绝对压力）时自动打开。
液氧箱前端有一个独立的火工控制的推进翻滚放泄阀。这个放泄阀可以为分离机动和整个外储箱的空气动力校正提供冲量。

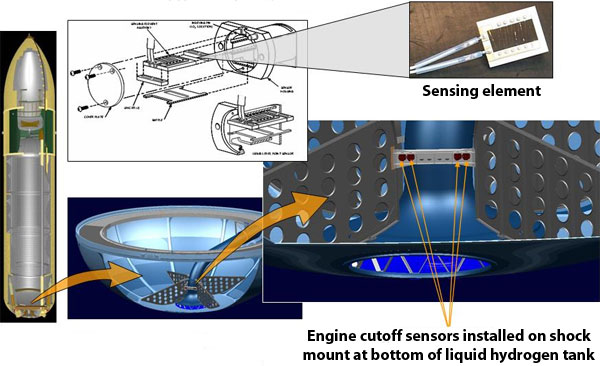
ECO传感器在液氢箱中的位置

外储箱中共有八个推进剂余量传感器，其中每个推进剂箱中有四个。燃料余量传感器安装在液氢箱底部，氧化剂余量传感器安装在轨道器输送管歧管下游。在主发动机工作时，轨道器上的通用计算机不断地根据推进剂的用量计算整个运载工具的瞬时质量。正常情况下，要在航天飞机达到预定速度后，主发动机才会停车。而如果某个余量传感器探测到余液干涸，发动机也会停车。
氧化剂传感器被放置在一个能保证被消耗的液氧达到最大量的位置，保证发动机停车前，液氧泵不至于空转。然而燃料传感器被放置在能产生1,100 磅 (500 kg)液氢剩余的位置，以此确保6:1的推进剂混合比，并且保证发动机停车时，推进剂都是富燃料型的。富氧化剂型的混合会导致严重烧损发动机部件，是运载器失事的潜在风险因素。 
传感器的错误读数已使几次发射计划取消，如STS-122。2007年12月18日，外储箱测试表明，引起误差的原因来自连接线，而非传感器本身。
两个推进剂箱顶部还有四个压强传感器监视真空区压强。

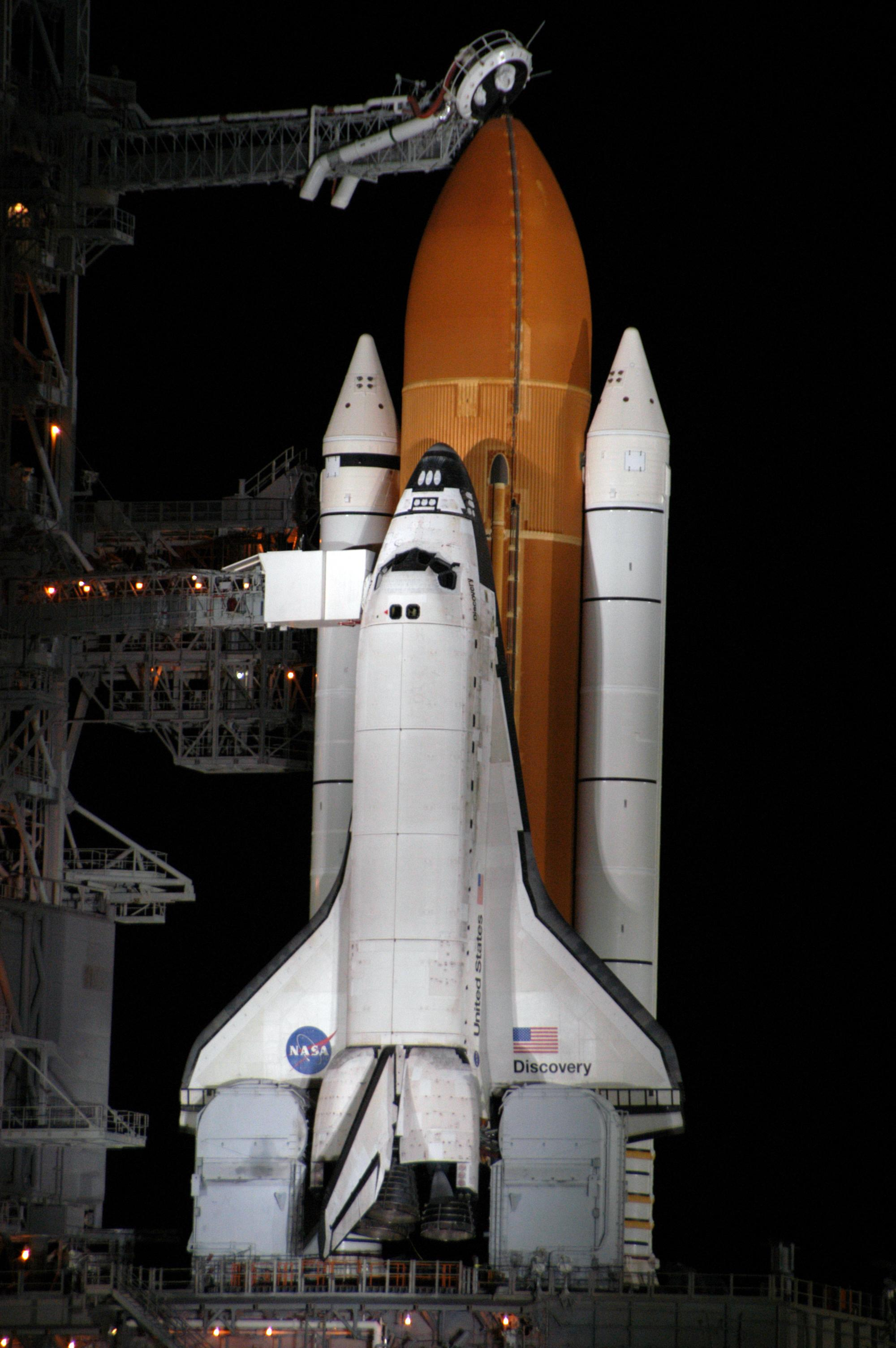
2006年12月，发现号在预备进行STS-116任务，机翼下方是两个支柱，内含与轨道器的脐带连接管线，一个含有液氧管，一个含有液氢管。金色外储箱顶部是放泄罩，两侧是氧气排泄臂。液氧在液氧箱中蒸发，通过放泄罩排出

外储箱尾部的两个脐带管盘都有与之对应的轨道器连接盘。连接盘有助于维持脐带管的相对位置。相应的连接盘通过螺栓连接，当通用计算机发出轨道器与外储箱分离的指令后，螺栓在火工设备作用下脱离。
外储箱共有5个推进剂脐带管阀：两个液氧阀，三个液氢阀。其中一个液氧阀用于控制液氢，另一个控制氧气。而相应的液氢阀则有两个控制液氢，一个控制氢气。尺寸中等的液氢管是一个循环管，仅用于发射前液氢的循环预冷。
外储箱还有两条电力脐带管，使轨道器为外储箱和助推器提供电力和必要信息。
发射塔架上还有遮住液氧箱顶部的阀口部位的摇臂座帽，用于在发射倒计时阶段排除液氧箱中产生的氧气，以防止该部位结冰，损伤热防护系统。摇臂在发射前两分钟收回。
外储箱与轨道器的连接架上还装有相机与信号发射器，可在轨道器与外储箱分离后持续向地面传回视频数据。

### 外储箱靶场安全系统
早期的外储箱都自带一套靶场安全系统，包括一个电池电源，一个接收机/解码器，天线和一个火工设备。可在必要时排除外储箱中的推进剂。从STS-79开始，这套设备就不再使用，而从STS-88起，这套设备就彻底从外储箱中移除了，迄今不再使用。因为后来，航天飞机在二级升空过程中不会遇到危险。

## 变体
1984年，有一项研究是在液氢箱下方加装一个附加运货工具，以便于那些直径超过航天飞机载荷舱直径15英尺（4.6）的货物运输，但未能实现。
在挑战者号灾难之前，亦有提议由军方在美国西海岸将航天飞机发射至极轨道，相比其低倾斜轨道发射，极轨道发射的起飞载荷较低。因此又有提议用一种由大力神二号的第一级衍生而来的助推模块来增大起飞推力，然而该助推器的尾焰可能影响到液氢箱的底部，这个方案也没有付诸实施。

## 未来应用
由于航天飞机要在2010年全部退役，NASA开始考虑新的星座计划，研发一种从阿波罗飞船衍生而来的奧賴恩太空船。同时研发的还有两种从航天飞机衍生而来的载人运载器战神一号和重型货物运载器战神五号。
战神一号和五号都要在第一级利用改进的航天飞机固体助推器，而外储箱则会作为战神五号第一级和战神一号第二级的研制基础。（战神一号第二级会携带约26,000加仑液氧，而外储箱装有146,000加仑，超过前者的五倍）
战神五号第一级将使用5台RS-68发动机（现用于德尔塔四号），直径33英尺（10），和土星五号的S-IC和S-II级一样。 其内部结构和外储箱相同（液氢液氧箱由中间层隔开），但会设计成液氢液氧直接灌注排排出。航天飞机上使用的排出氧气的可伸缩式放泄臂也会用在战神五号的液氢放泄上。

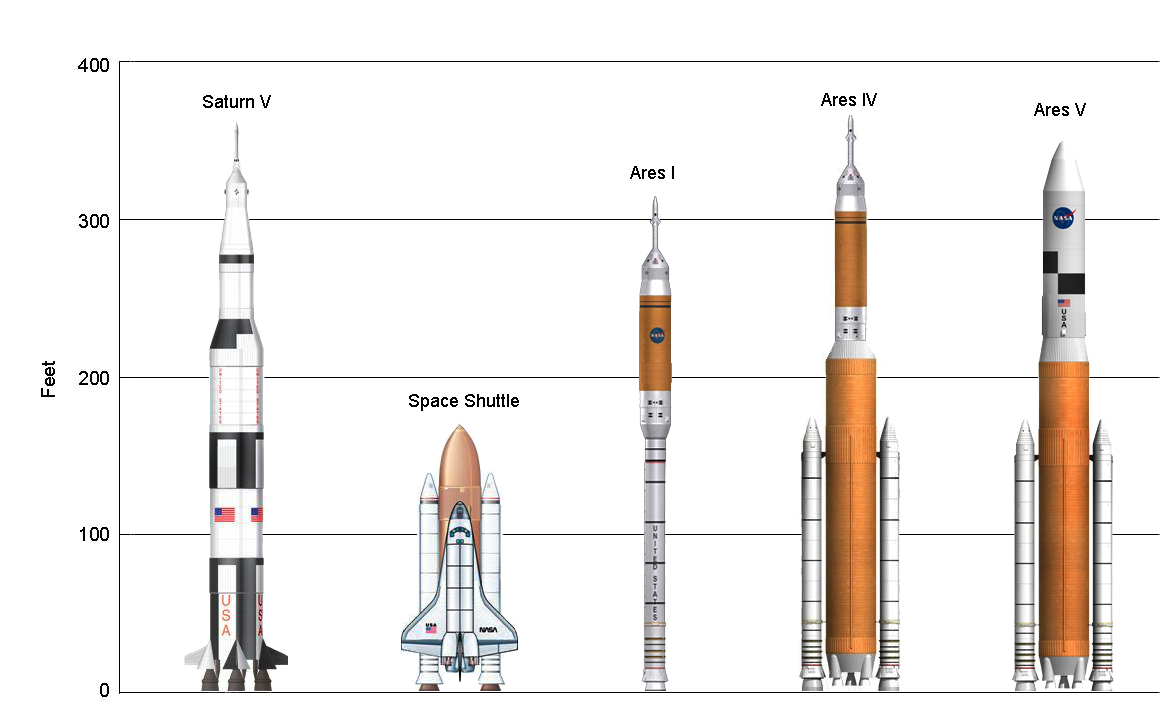
土星五号，航天飞机，战神一号，战神四号，战神五号的比较

只有战神一号的第二级会使用外储箱的喷涂隔热泡沫技术。2006年，NASA在进行项目评审时，出于减轻重量和节约成本的考虑，决定将战神一号第二级的内部结构改成土星五号S-II和S-IVB级的那种只用一个推进剂箱，中间用隔板隔开的设计方案。与战神五号完全使用外储箱的推进剂灌注、输出、放泄系统不同， 战神一号会使用土星一号B和土星五号的传统系统。
在另一个备选的航天飞机衍生运载工具DIRECT方案中，将使用一个标准直径的外储箱配两台RS-68发动机和两个SRBM作载人运载器；另加一台RS-68，并用地球出发级上面级的版本做货物运载器。这个方案可将美国无载人航天器时间从5年缩短至2年以内。